# Boutigny-Prouais
Boutigny-Prouais är en kommun i departementet Eure-et-Loir i regionen Centre-Val de Loire strax norr om centrala Frankrike. Kommunen ligger i kantonen Nogent-le-Roi som tillhör arrondissementet Dreux. År 2022 hade Boutigny-Prouais 1 708 invånare.

## Befolkningsutveckling
Antalet invånare i kommunen Boutigny-Prouais
Referens:INSEE